# 法政大学第二中学校・高等学校
法政大学第二中学校・高等学校（ほうせいだいがくだいにちゅうがっこう・こうとうがっこう）(HOSEI UNIVERSITY DAINI JUNIOR & SENIOR HIGH SCHOOL)は、神奈川県川崎市中原区木月大町に所在し、中高一貫教育を提供する私立中学校・高等学校。
高等学校において、中学校から入学した内部進学の生徒と高等学校から入学した外部進学の生徒との間で、第1学年から混合してクラスを編成する併設混合型中高一貫校。略称は、「二中」「二高」（中高を併せて「法政二中高」）「法政二」などである。創立以来男子校であったが、2016年度より共学化が始まり、2018年度に全面共学化が完了した。

## 概要
法政大学の附属学校であり、中学から大学までの「10年一貫教育」を掲げ、それに合わせた学習カリキュラムが実施されている。中高共に平成19年度より週5日制から週6日制に変わり、新カリキュラムによる教育が行われている。
学習面において、高校では入学時に美術と音楽と芸術クラスで分けられるため、2年間の大半の行動が芸術クラス単位で同じとなる。また、3年次になると進学別にクラス分けがあり、「理系クラス」「文系クラス」に分類される。平成18年度より「ゼロ時限目」と呼ばれる20分間の英語学習が実施されているほか、TOEIC Bridgeを年2回受験する。中学では3年次に広島に4泊5日で研修に行く。広島では原爆を通じて平和を学んだり、サイクリングやSUPを通じて、仲間と協力することの大切さを学ぶ。
進路では、高校において進学要件を満たせば法政大学への被推薦権を保持したまま学部に関係なく他の私立大学や国公立大学を受験することができる。

## 部活動
- 硬式野球部は、過去9回夏の甲子園に出場。田丸仁監督の下で柴田勲投手らを擁して、神奈川大会で慶応高校の渡辺泰輔投手らを振りきり、夏の甲子園・春の甲子園の各優勝1回（夏春連覇）・夏の甲子園準優勝1回の実績がある。
- ハンドボール部は、2006年には国民体育大会で優勝し、2017年には全国選抜大会、インターハイ、国民体育大会の全ての全国大会で優勝し3冠を達成した。
- アメリカンフットボール部は、1988・89年にクリスマスボウルを連覇した。92年にも優勝。
- 物理部は、缶サット(Can Satellite)と呼ばれる空き缶サイズの模擬人工衛星を打ち上げ、技術力や創造力を競う大会である、「宇宙甲子園缶サット部門(缶サット甲子園)」で6回全国優勝している。その結果、これまで国際大会に5回派遣されており、近年は日本代表として"European CanSat Competition 2023 "や"APRSAF2024"に出場した。[6][7]

## 教育理念
教育理念（学則第1条）：
- 「本校における教育は、人格の完成をめざして国民的共通教養の基礎を築き、平和的で民主的な国家および社会の形成者を育成することを目的とする。」

教育目標:
- 人類および民族のあらゆる分野における歴史的・文化的遺産を体系的に学びとり、自然と社会・人間に対する認識を深める。
- 獲得した認識を総合し、自然との共生・諸民族の共同など、人類社会のもつ諸課題と向き合う視野を培う。
- 学ぶことの意味と喜びを知り、常に学問的好奇心を発揮し、生涯にわたって成長を遂げることのできる土台を獲得する。
- 自己を客観化し、社会の中でどのように生きるかを考えることにより、一人一人が個性を獲得し、自分の生き方を自分で決める能力をつける。
- 自ら諸課題の解決・現状の変革を担おうとする自主的精神と互いを尊重し共同での取り組みができる自治的な能力を獲得する。
- 高い品性と社会性を身につけ、不正・腐敗を許さず、社会正義を確立する自律の力を獲得する。

## 沿革
- 1939年 - 法政大学第二中学校設立（初代校長は井本健作）。
- 1945年 - 戦災により一部校舎（時計塔校舎など）を除き、ほぼ全焼。終戦後に占領軍が二中校地を一部接収[8]（1948年返還）。
- 1948年 - 学制改革により、法政大学第二高等学校となる。他の私立校のように新制中学校を併設しなかった。
- 1952年 - 硬式野球部、甲子園に初出場。
- 1957年 - 硬式野球部、夏の甲子園で準優勝。
- 1960年 - 硬式野球部、夏の甲子園で優勝。
- 1961年 - 硬式野球部、春の甲子園で優勝。
- 1968年 - 『かがやく法政二高』が出版される。
- 1969年 - 『法政二高教育の三十年史』が出版される。
- 1971年 - 映画「法政二高」が制作される。
- 1976年 - 法政大学工業高等学校を合併。
- 1984年 - バレーボール部、インターハイにて優勝。
- 1986年 - 法政大学第二中学校を設置。
- 1988年 - アメリカンフットボール部、クリスマスボウル（横浜スタジアム）にて優勝。
- 1989年 - アメリカンフットボール部、クリスマスボウル（東京ドーム）にて連覇。『法政二高五〇年史』が出版される。
- 1997年 - バスケットボール部、ウィンターカップに初出場。
- 1999年 - ラグビー部、冬の花園に初出場。
- 2002年 - 社会科学研究部、全国高等学校総合文化祭社会科学部門において『川崎の中の沖縄～豊かな暮らしを求めた人々～』が最優秀賞を受賞。
- 2004年 - 演劇部、全国高等学校総合文化祭演劇部門において『ロック』を演じ、優秀賞を受賞。
- 2006年 - 高校において「ゼロ時限目」開始。ハンドボール部、国民体育大会で優勝。
- 2013年 - バスケットボール部、ウィンターカップに再出場。
- 2014年 - 新時計塔竣工。物理部、小型衛星模型の開発コンペ「缶サット甲子園」全国大会優勝。
- 2015年 - 陸上競技部。県高校駅伝で初優勝し全国高等学校駅伝競走大会に出場。ハンドボール部が全国高等学校総合体育大会ハンドボール競技大会にて準優勝。
- 2016年 - 男女共学化[9]
- 2017年 - 「缶サット甲子園」全国大会優勝。ハンドボール部が全国高等学校ハンドボール選抜大会全国高等学校総合体育大会ハンドボール競技大会国民体育大会ハンドボール競技の全国三冠を達成。陸上競技部が2回目の全国高等学校駅伝競走大会に出場し、13位。
- 2018年 - 第34回U20日本陸上競技選手権大会男子800m全国優勝。NHK杯全国高校放送コンテストテレビドラマ部門　優勝
- 2019年 - 「缶サット甲子園」全国大会優勝。
- 2021年 - 第15回U18日本選手権において男子砲丸投で全国優勝。
- 2022年 - U20日本選手権男子砲丸投で全国優勝。同男子円盤投で全国3位。第36回全国男子中学生ウエイトリフティング選手権大会67kg級　優勝。（２０２０年の全国通信記録会（新型ウィルス感染の影響による大会中止を受けたもの）で、１名の全国優勝相当はあったが、正式な大会としては１１年ぶり）。
- 2023年 - 3月12日 物理部「缶サット甲子園」全国大会優勝。第17回U18／第54回U16日本選手権において3種目で全国優勝。法政二高陸上競技部、女子での初の全国優勝者を輩出。
- 2024年 - 2月11日 物理部「缶サット甲子園」全国大会優勝。[10]

### 共学化
2016年度入学生より中学、高校同時に共学化された。これまで「違いを認め合う」ことを教育の中で重視してきたが、男女共同参画社会といわれる時代の流れを見据え、「男女の違い」を認め合う教育を組入れることで教育の幅が広がることを目指している。共学化を軸とした改革のコンセプトは「武蔵小杉からの新たなステージ　付属校であることの可能性」とし、伝統と蓄積と土台とした「共学化」を打ち出している。学校名、校章、校歌などは変更せず、以前との継承性を意識したものとなっている。

## 設置課程
- 普通科全日制
- 週6日制34単位
- 高等学校1・2年次は入学時に分けられる芸術選択クラス（美術クラス・音楽クラス）に分かれる。
- 高等学校3年次より生徒の進路選択により1・2年次の芸術選択クラスから文系クラス、理系クラスに分かれる。
- 高校3年3学期には決定した大学の学部別授業が行われる[13]。

## 生徒会活動
中高共に生徒会活動が盛んであり、体育祭や、学園祭である二高祭・二中文化祭の運営の中心となるばかりでなく、日常の学校生活においても主軸をなしている。特に高校生徒会は中央委員会を中心として様々な活動を行っており、それら活動は年度末に生徒会機関誌『法政二高』としてまとめられている。中央委員会は年二回開催される代議員大会を通じて生徒側の要求を討議した上で学校側に伝える役割も担っており、こうした活動は全て「方針」と「総括」によって目標の明確化とその見直しが毎年度行われている。

### 二高祭・二中文化祭
毎年12,000人程度が来校し、国内でも有数の規模の来校者数を誇る。クラスが主体になって行うクラス企画や、体育連盟や文化連盟の企画する催しが行われている。体育連盟は大体が公開練習や招待試合をしている。また、クラス企画は、毎年のテーマに従った審査基準による来校者と学内関係者の投票によって企画賞が各学年3クラスずつ選出される。また、2014年からは来校者のみの投票で選出する特別賞が設定された。

## 地域との関わり
武蔵小杉駅からの通学路には法政通り商店街があり、学校側と商店街との定期的な懇談会が行われている。また吹奏楽部が元住吉・ブレーメン商店街のイベントで演奏するなど地域との交流がある。

## 校舎

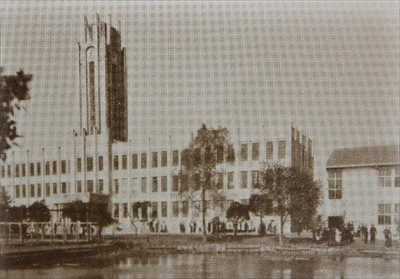
戦前の法政大学木月校舎

旧時計塔校舎は、1936年に法政大学予科校舎として建設され、戦後も焼け野原に残った時計塔は二中高のシンボル的な存在となっていた。近隣地区においては慶應義塾高校の校舎と並ぶ歴史的な近代建築物であり、建築的価値や時計塔に残された学徒出陣の際の落書きをはじめとした文化的価値の高さもあり、これを保存・存続しようという動きがあった。しかし、2016年度の男女共学化に向けて校舎を全面改築することが発表され、老朽化が進む時計塔校舎は取り壊され、新しい時計塔校舎の使用が2014年度より開始された。
新校舎の建設は、現在の敷地内でほぼ全面的に建て替える計画で、2013年1月から実施された。仮設校舎を造らず、建物ができ次第、順次供用を開始する形で建設を進める。2017年3月、中学グラウンドの竣工をもって新校舎への建て替えが完了した。新校舎の設計は、類設計室。2017年3月には校舎及び施設の建て替え工事がすべて完了した。

## 入試
- 中学入試は、帰国生入試と一般入試の2つのタイプがある。帰国生入試は、募集定員が男子女子共に若干名となっているが、近年は男子女子合わせて20人弱が合格する。一般入試は、募集定員が第1回では男子女子共に70名、第2回では男女共に30名で、国語、算数、理科、社会の4教科で合否判定される。
- 高校入試では書類選考と学科試験の2つのタイプがある。書類選考は募集定員が男子女子共に150名で、本校を第一志望とする生徒であり、出身中学校から出された調査書で、内申点の点数が一定以上のもの、もしくは、優れた活動のあるもので合否判定する。学科試験では、募集定員が男子女子共に50名で、国語、英語、数学の3教科で合否判定される。

## 著名な出身者

### 政治・経済
- 青木康太 - Radiko社長
- 赤坂優 - エウレカ創業者、エンジェル投資家
- 今村優 - 僕と私と株式会社社長
- 上川あや - 世田谷区議会議員
- 武内博文 - ラクオリア創薬社長
- 永井浩介 - 元俳優、海老名市議会議員
- 中谷康夫 - 日立物流社長
- 西川清 - パーク24創業者
- 安田秀一 - 株式会社ドーム創業者
- 吉野英樹 - 元GABA会長（中等部）

### 実業家
- 西山俊太郎 - 実業家、ヤナセ元代表取締役社長

### 士業
- 大坪力基 - 行政書士

### 学者
- 安藤至大 - 経済学者、日本大学教授
- 佐伯有清 - 歴史学者
- 関根久雄 - 文化人類学者、筑波大学教授
- 西田幸介 - 法学者、法政大学法学部教授
- 山岸勝榮 - 英語学者、明海大学名誉教授
- 伊東貞三 - 昭和天皇の侍医

### 教員
- 深澤岳大 - 元クイズ作家、国語教員

### 技術
- 原昌宏 - 工学技術者（QRコードを開発）

### 写真家
- 岩合光昭 - 動物写真家

### 作家・ジャーナリスト
- 金子達仁
- 喜谷暢史
- 後藤健二
- 戸塚啓
- 平山夢明
- 横田順彌

### 吹奏楽
- 石津谷治法 - 吹奏楽指導者
- 大見幸司 - フルート奏者

### 文化
- 一龍齋貞鳳 - 講談師
- 落合賢 - 映画監督（中等部）
- 八木誠 - 音楽評論家、ディスクジョッキー
- 龍口健太郎 - パフォーマー、ラジオパーソナリティー

### 芸能
- 進藤匠
- 池田駿介
- 一色洋平
- 井上倫宏
- 小林博
- 杉山良一
- 田辺誠一
- 田邊博崇
- 寺尾聰 - 中退
- 成川哲夫
- 西岡徳馬 - 中退
- 東根作寿英
- 間宮祥太朗 - 中学のみ

### 音楽
- 長沢純
- 片寄明人 (GREAT3)
- Takuya (SABLE HILLS)
- DJ CELORY - 音楽プロデューサー
- 秦基博
- Micro (Def Tech)
- 下村亮介 (the chef cooks me)
- SOTA（SOMETIME'S）
- TAKKI（SOMETIME'S）
- 小川貴之 (sumika)
- BIM (ラッパー)
- in-d (THE OTOGIBANASHI'S)

### アナウンサー
- 岡本善久
- 小宅世人
- 片野達朗
- 小松宏司
- 小園秀汰
- 川島壮雄
- 佐藤俊吉
- 瀬田宙大
- 堂野浩久
- 戸谷勇斗
- 中野広大
- 橋本テツヤ - 都立日比谷高校から転入
- 早川英治
- 平岩康佑
- 広瀬伸一
- 古川貴裕
- 八木隆太郎
- 山下剛
- 山本隆弥

### スポーツ
ラグビーユニオン
- 伊藤剛臣
- 大久保直弥
- 友井川拓
- 小吹祐介
- 濱副慧悟
- 高野裕平
- 赤沼源太
- 佐藤幹夫

バレーボール
- 樋口時彦
- 米山一朋
- 熊田康則
- 大竹秀之
- 神林正文
- 菅野幸一郎
- 清水雅之
- 大久保茂和

野球
- 斎田忠利
- 小坂佳隆
- 小川博
- 河東真
- 柴田勲
- 是久幸彦
- 五明公男 - 体育学者、大学野球指導者、元法政大学野球部監督、元法政二同窓会長。
- 村上雅則 - アジア人初のメジャーリーガー
- 村越稔
- 高田誠
- 呉俊宏 - 高校では軟式野球部、法大時代は準硬式野球部。ドラフト外で大洋ホエールズ入団。
- 大島公一 - プロ野球選手を経て、現法政大学野球部監督、大学野球指導者。
- 伊達昌司 - プロ野球選手を経て現都立高等学校教員、高校野球指導者。
- 福本誠
- 下山学
- 幕田正力
- 山本泰 - 元PL学園高校野球部・大産大高校野球部・法政大学野球部監督、アマチュア野球指導者。鶴岡一人の子。
- 岩下健吾 - 審判員

競輪選手
- 高貫亘弘
- 山田英伸
- 佐々木龍也
- 出口眞浩
- 高木隆弘

サッカー
- 高木友也
- 辻正男
- 冨澤拓海
- 林遼太
- 宮部大己

ハンドボール
- 石橋龍
- 関口勝志
- 夏山陽平
- 仁平昌利
- 牧山仁志

バスケットボール
- 加藤寿一
- 町田洋介

陸上競技
- 大槻康勝
- 松本純弥
- 矢澤航

水泳
- 衣笠竜也 - 競泳選手、バルセロナ・アトランタ五輪日本代表
- 高安亮

テニス
- 神和住純

プロレス
- ジョー樋口 - 全日本プロレスレフェリー

ボクシング
- 大平剛 - プロボクサー

自転車
- 伊藤雅和 - 自転車ロードレース選手

スキー
- 青木大和 - パラアルペンスキー選手、実業家、元政治活動家

ボディビルダー
- 清水泰地 - ボディビルダー

## 影響を与えた作品

### 音楽
- BIM - Take me back... feat. in-d

### 映画
- パッチギ

## 交通アクセス
出典 : 
| 路線名                | 最寄り駅   | 出口       | 徒歩所要時間 |
| --------------------- | ---------- | ---------- | ------------ |
| JR横須賀線            | 武蔵小杉駅 | 横須賀線口 | 15分         |
| JR南武線              | 武蔵小杉駅 | 西口       | 12分         |
| 東急東横線 東急目黒線 | 武蔵小杉駅 | 南口       | 10分         |